# Gribé
Gribé est un village du Cameroun situé dans le département du Boumba-et-Ngoko et la région de l'Est, sur la route rurale reliant Ngatto Nouveau à Gribé, qui marque la fin de la piste carrossable (en 1966). Il fait partie de la commune de Yokadouma.

## Population
En 1964 Gribé comptait 230 habitants, principalement des Konabembe. Lors du recensement de 2005 on y dénombrait 655 habitants.